# وداد جبور
وداد جبور (18 يونيو 1946 -)، ممثلة لبنانية. شاركت في أعمال أبيض وأسود في بدايتها واشتهرت في سبعينيات القرن الماضي، معروفة في بلاد الشام مثلت أدوار متعددة في مسلسلات درامية وكوميدية فيلم عتا كان بدايتها مع المخرج سيف الدين شوكت هي مستمرة فنياً الآن ولكن بقلة في الأعمال.

## طالع
- ميكايلا بولوس

## روابط خارجية
- وداد جبور على موقع قاعدة بيانات الأفلام العربية